# ویلبوا
ویلبوا (به فرانسوی: Villebois) یک کمون در فرانسه است که در اوورنی-رون-آلپ واقع شده‌است. ویلبوا ۱۴٫۴۶ کیلومتر مربع مساحت و ۱٬۱۱۱ نفر جمعیت دارد.